# Вилчеле (Олт)
Вилчеле (рум. Vâlcele) — село у повіті Олт в Румунії. Входить до складу комуни Вилчеле.
Село розташоване на відстані 124 км на захід від Бухареста, 21 км на південний схід від Слатіни, 58 км на схід від Крайови.

## Населення
За даними перепису населення 2002 року у селі проживали 1010 осіб.
Національний склад населення села:
| Національність | Кількість осіб | Відсоток |
| -------------- | -------------- | -------- |
| румуни         | 1004           | 99,4%    |
| цигани         | 6              | 0,6%     |

Рідною мовою назвали:
| Мова      | Кількість осіб | Відсоток |
| --------- | -------------- | -------- |
| румунська | 1004           | 99,4%    |
| циганська | 6              | 0,6%     |